# Rosario Messina
Rosario Messina (Aci Castello, 23 dicembre 1942 – Meda, 9 marzo 2011) è stato un imprenditore italiano, fondatore nel 1978 dell'azienda Flou, operante nel settore dell'arredamento.

## Biografia
Nato nel 1942 in Sicilia, ad Aci Castello, alla prematura scomparsa del padre, imprenditore agricolo, si trova alla guida della famiglia. Primogenito di cinque figli, nel 1958 entra alla Rinascente di Catania, prima come apprendista, poi commesso, infine caporeparto. Contemporaneamente frequenta corsi serali di ragioneria diplomandosi in tempi record: cinque anni in uno. Dopo la Rinascente, diviene funzionario della filiale locale della Zanussi-Rex, all'epoca la più importante industria italiana di elettrodomestici.
Nei primi anni Settanta l'offerta di operare nel settore arredo-design: entra in C&B (oggi B&B Italia) prima come funzionario per Sicilia e Calabria, poi si trasferisce al nord chiamato alla direzione vendite dell'azienda. Nel 1976 passa in Cinova, altra primaria industria di divani, nel ruolo di direttore commerciale con responsabilità di gestione globale.
La svolta avviene quando Bassetti gli affida un compito difficile: il lancio del “piumone”, prodotto sostitutivo della tradizionale coperta per il letto. L'incarico si rivela complesso per l'opposizione dei rivenditori di mobili - il canale distributivo dove si intendeva collocarlo – contrari a commercializzare un prodotto poco costoso e distribuito in altri canali.
Messina riteneva invece fosse un'intuizione formidabile diversificare l'offerta offrendo non il piumone bensì “il letto con il piumone”. Dallo sviluppo di questa idea nel 1978 è nata la Flou e “Nathalie” disegnato da Vico Magistretti, il primo letto tuttora considerato l'archetipo di una nuova tipologia: il letto tessile moderno.
Pioniera di una nuova “cultura del dormire”, Flou ha rapidamente conquistato un posto di rilievo nel panorama dell'arredamento, contribuendo ad elevare l'immagine del design italiano nel mondo.

### Gli incarichi istituzionali
Dal 1994 al 1998 è presidente del Gruppo Mobili Assarredo. 
Dal 1998 è presidente Assarredo, l'associazione di Federlegno-Arredo  che raggruppa le industrie del mobile e dell'arredamento italiane.
È membro del Consiglio direttivo di Giunta di Federlegno-Arredo, e analogo ruolo riveste nel consiglio direttivo di Confindustria Monza e Brianza.
Nel 1999 la carica più prestigiosa, con la presidenza del Cosmit, il comitato organizzatore del Salone Internazionale del Mobile di Milano,  prima fiera del mobile nel mondo. 
Con la sua presidenza il Salone (e le fiere collaterali Euroluce, Eurocucina, Salone del Bagno, Salone del Complemento d'Arredo, Salone dell'Ufficio, Salone Satellite) passa dall'essere una grande fiera mercantile ad una fiera spettacolare, con la promozione di eventi culturali di grande spessore che consolidano Milano come “capitale del design”.
Il Salone diviene non solo luogo di incontro tra domanda e offerta ma anche di proposte a 360° in tutti i campi della cultura e dell'innovazione.
L'edizione dell'aprile 2011, l'ultima sotto la sua direzione, ha visto la presenza di 321.320 visitatori complessivi (+7% rispetto all'edizione 2010 e +2% rispetto all'edizione 2009) e il “Salone Satellite”, fortemente promosso da Messina, partito in sordina è oggi la più ambita vetrina per le nuove leve di designer e progettisti provenienti da scuole specialistiche di tutto il mondo.
Nel Giugno 2008 Rosario Messina è eletto durante l'Assemblea Annuale presidente Federlegno-Arredo, l'organizzazione di Confindustria che raggruppa 2.300 aziende suddivise in 12 associazioni (Assarredo, Assobagno, Assoimballaggi, Assolegno, Assoluce, Assopannelli, Assufficio, Edilegno, Fedecomlegno, Asal Assoallestimenti, Aippl, Apil) che rappresentano l'intera filiera del legno-arredo: dalle materie prime al prodotto finito.
È membro Consigliere all'interno del Consiglio di Indirizzo della Fondazione “Centro per lo sviluppo dei rapporti Italia-Russia”.
Il 30 ottobre 2008 il presidente di Confindustria, Emma Marcegaglia, lo designa delegato di Confindustria in Giunta CFI, dove, a norma di Statuto, assume la carica di Vice Presidente CFI.

### Premi, Riconoscimenti e Onorificenze
- 1996 “Industriale dell'Anno” - Conferito dal Gruppo Giornalisti Monza-Brianza nel corso della cerimonia nello storico Palazzo Antona Traversi in Meda (Italia)
- 1997 “Cavaliere Ufficiale della Repubblica Italiana”[3]
- 1999 Presidente Cosmit - Comitato organizzatore Salone del Mobile di Milano e fiere collaterali
- 2000 Premio  “Made in Italy Awards” - New York
- 2002 “26° Giara d'Argento”  Città di Giarre. Premio ai Siciliani distintisi a livello internazionale.
- 2002 “Medaglia d'Oro al Merito Industriale” conferita dall'Associazione Industriali Monza & Brianza, Monza
- 2002 “Paul Harris, Premio Rotary per l'Imprenditoria”

Motivazione: “Il Paul Harris 2002, massimo riconoscimento del Rotare, premia la figura imprenditoriale di un uomo che con impegno e determinazione ha conquistato con Flou una posizione di primissimo piano nell'industria dell'arredamento.”
- 2002 “Imprenditore dell'Anno” - Premio Ernst & Young[4]

Motivazione: “Per la Categoria “Innovazione” viene premiato Rosario Messina per la più creativa e innovativa vision che abbia segnato una svolta determinante nella vita d'impresa, per la rivoluzionaria concezione dell'ambiente domestico e la trasformazione della camera da letto in uno spazio da vivere in ogni suo particolare, con idee moderne ed originali, dando vita ad una nuova cultura dell'abitare e del dormire. Il letto completamente sfoderabile e rinnovabile e la gamma completa di accessori per la camera sono novità che contraddistinguono il marchio Flou a livello mondiale e che hanno dato un forte stimolo all'innovazione del sistema distributivo del settore, incidendo sulla frequenza di visita del punto vendita e sulle modalità di relazione con il cliente”.
- 2003 “Piazza Mercanti”, Premio Camera Commercio Industria Artigianato e Agricoltura di Milano conferito a Rosario Messina come “Imprenditore distintosi per innovazione di processo e prodotto introdotti nella propria impresa”
- 2004 Premio Compasso d'oro alla carriera ADI, Associazione Disegno Industriale” - Triennale di Milano
- 2004 Commendatore dell'Ordine al merito della Repubblica italiana - Titolo onorifico assegnato dalla Presidenza del Consiglio dei Ministri
- 2005 “Cittadino Onorario Città di Meda (Italia)”
- 2006 Premio Ambrogino d'oro - Comune di Milano, conferito al Cosmit, di cui Rosario Messina è presidente.
- 2007 8º Premio Nazionale “Catania: Talenti e Dintorni”  Moda & Industria
- 2008 Presidente Federlegno-Arredo
- 2008 Onorificenza “Grande Ufficiale dell'Ordine al Merito della Repubblica Italiana
- 2009 Il Presidente della Repubblica Italiana Giorgio Napolitano lo nomina "Cavaliere del Lavoro"[5]

### Fondazione Istituto Tecnico Superiore “Rosario Messina”
Il 13 dicembre 2013 con decreto della Direzione Generale Istruzione, Formazione e Lavoro di Regione Lombardia è stato approvato e finanziato il progetto di costituzione della nuova Fondazione di Istituto Tecnico Superiore “Rosario Messina” e la progettazione del percorso di “Tecnico Superiore di processo, prodotto, comunicazione e marketing per il settore LegnoArredo”.
Soggetti promotori e soci della Fondazione sono Federlegno Arredo, APA-Confartigianato Imprese di Milano-Monza e Brianza, La Camera di Commercio di Monza e Brianza e La Provincia di Monza e Brianza.